# Jaroslav Kůrovec
Jaroslav Kůrovec (* 9. července 1957) je bývalý český hokejový obránce.

## Hokejová kariéra
V československé lize hrál za CHZ Litvínov. Nastoupil ve 41 ligových utkáních a měl 2 asistence. Reprezentoval Československo na Mistrovství Evropy juniorů v ledním hokeji 1976, kde skončil tým na 4. místě.

## Klubové statistiky
| Sezona    | Klub         | Soutěž  | Základní část | Základní část | Základní část | Základní část | Základní část |
| Sezona    | Klub         | Soutěž  | Z             | G             | A             | B             | TM            |
| --------- | ------------ | ------- | ------------- | ------------- | ------------- | ------------- | ------------- |
| 1976/1977 | CHZ Litvínov | 1. liga | 34            | 0             | 1             | 1             | -             |
| 1977/1978 | CHZ Litvínov | 1. liga | 7             | 0             | 1             | 1             | 6             |